# 7456 Doressoundiram
7456 Doressoundiram eller 1982 OD är en asteroid i huvudbältet som upptäcktes den 17 juli 1982 av den amerikanske astronomen Edward L.G. Bowell vid Anderson Mesa Station. Den är uppkallad efter den franske astronomen Alain Doressoundiram.
Asteroiden har en diameter på ungefär 9 kilometer.